# Чемпионат мира по бобслею 1974
30-й чемпионат мира по бобслею и скелетону прошёл с 19 по 27 января 1974 года в городе Санкт-Мориц (Швейцария).

## Соревнование двоек
| Золото                                             | Серебро                                   | Бронза                              |
| Вольфганг Циммерер, Петер Уцшнайдер (5:10,25 мин.) | Георг Хайбль, Фриц Ольвертер (+2,35 сек.) | Фриц Люди, Карл Хёсели (+3,44 сек.) |

## Соревнование четвёрок
| Золото                                                                            | Серебро                                                              | Бронза                                                                          |
| Вольфганг Циммерер, Петер Уцшнайдер, Манфред Шуман, Альберт Вюрзер (4:49,72 мин.) | Ханс Кандриан, Гуидо Касти, Явес Маршанд, Гауденц Веели (+0,40 сек.) | Вернер Делле Карз, Уолтер Делле Карз, Ханс Аичингер, Фриц Сперлинг (+1,99 сек.) |

## Медальный зачёт
| Место | Страна    | Золото | Серебро | Бронза | Всего |
| ----- | --------- | ------ | ------- | ------ | ----- |
| 1     | ФРГ       | 2      | 1       | 0      | 3     |
| 2     | Швейцария | 0      | 1       | 1      | 2     |
| 3     | Австрия   | 0      | 0       | 1      | 1     |